# النظريات القانونية الدولية
تشمل النظرية القانونية الدولية مجموعة متنوعة من الطُرق النظرية والمنهجية، المُستخدمة لتفسير وتحليل مضمون وشكل وفعاليّة القانون الدولي العام ومؤسساته واقتراح التحسينات عليه. تتركز بعض الطرق حول مسألة الامتثال: لماذا تتبع الدول القواعد الدولية في غياب قوة قَسْرية تضمن الامتثال. تُركز طرق أخرى على مشكلة صياغة القواعد الدولية: لماذا تتبنى الدول طوعيًّا قواعد قانونيّة دوليّة تحدّ من حرية العمل، في غياب سلطة تشريعية عالمية. وهناك منظورات أخرى موجهة نحو السياسات؛ توضّح أُطرًا وأدوات نظرية لانتقاد القواعد القائمة وتقديم اقتراحات بشأن كيفية تحسينها. وتستند بعض هذه الطرق إلى النظرية القانونية المحلية، وبعضها الآخر مُتعدد الاختصاصات، فيما طُور البعض الآخر بشكل صريح لتحليل القانون الدوليّ.

## النُهج التقليدية للقانون الدولي

### القانون الطبيعي
اهتّم العديد من واضعي النظريات القانونية الدولية الأوائل بالحقائق البديهية التي يُعتقد أنها ستُثار مرة أخرى في القانون الطبيعي. تمعّنَ كاتب القانون الطبيعي في القرن السادس عشر، فرانسيسكو دي فيتوريا، أستاذ علم اللاهوت في جامعة سالامانكا، في مسائل الحرب العادلة، والسلطة الإسبانية في الأمريكيتين، وحقوق السكان الأمريكيين الأصليين.

### نهج غروتيان أو الانتقائي
لعب هوغو غروتيوس، عالم دين هولندي، إنسانــيّ وقانونــيّ، دورًا رئيسيًّا في تطوير القانون الدولي الحديث. ذكر في كتابه ثلاثة كتب عن قانون الحرب والسلام الصادر عام 1625، وبالاستناد إلى الكتاب المقدس ونظرية الحرب العادلة للقديس أوغسطين، أن الأُمم وكذلك الأشخاص يجب أن يكونوا مُحكومين بمبدأ عالميّ يقوم على الأخلاق والعدالة الإلهية. واستنادًا إلى قانون العقود المحليّة، ذكر بأن العلاقات بين السياسات العامة ينبغي أن يحكُمها قانون الشعوب، الذي أُنشئ بموافقة مجتمع الأمم على أساس مبدأ احترام الالتزامات. من جانبه، أكدّ كريستيان فون وولف أن المجتمع الدولي يجب أن يكون دولة عظمى عالمية، يمتلك السلطة على الدول الأعضاء المكونة له. رفض إيميرتش دي فاتيل هذه الرؤية، ودافع بدلاً من ذلك عن المساواة بين الدول كما ينص القانون الطبيعي في القرن الثامن عشر. وفي لودرويت دي جينز، اقترح فاتيل أن يتألف قانون الأمم من العرف والقانون من جهة، والقانون الطبيعي من جهة أخرى.
خلال القرن السابع عشر، أصبحت المبادئ الأساسية للمدرسة الانتقائية أو مدرسة غروتيان، وخاصةً مبادئ المساواة القانونية، والسيادة الإقليمية واستقلال الدول، المبادئ الأساسية للنظام السياسي والقانوني الأوروبي، والتي نُصَّ عليها في صلح ويستفاليا عام 1648.

### وضع القانون الدوليّ
أكدّت المدرسة الأولى لوضع القوانين الدولية على أهمية العرف والمعاهدات باعتبارها مصادر للقانون الدولي. استخدم البيركو جنتيلي، من أوائل الباحثين في وضع القانون الدوليّ، أمثلة تاريخية للتأكيد على أن وضع قانون التطوع يتحدد بموافقة عامة. نشر ريتشارد زويش، وهو باحث آخر في مجال وضع القانون الدولي، أول دليل للقانون الدولي عام 1650.
أصبحت نظرية وضع القانون الدولي النظرية القانونية السائدة في القرن الثامن عشر، ووجدت طريقها إلى الفلسفة القانونية الدولية. في ذلك الوقت، أكدّ كورنيليوس فان بينكرشويك أن أُسس القانون الدولي هي العادات والمعاهدات التي وافقت عليها مختلف الدول بشكل عام. وشددَّ جون جاكوب موسر على أهمية ممارسة الدولة للقانون الدوليّ. نشر جورج فريدريش فون مارتنز أول دليل منهجي عن وضع القانون الدوليّ. خلال القرن التاسع عشر، أصبحت نظرية وضع القانون أكثر هيمنة بسبب القومية والفلسفة الهيغلية. أصبح القانون التجاريّ الدوليّ فِرعًا من أفرع القانون المحليّ: القانون الدولي الخاص، المنفصل عن القانون الدولي العام. ضيَّقت نظرية وضع القانون نطاق الممارسة الدولية التي يمكن أن تُوصف بالقانون، وفضلت العقلانية على الأخلاق والآداب. كان مؤتمر فيينا في عام 1815 بمثابة الاعتراف الرسميّ بالنظام القانونيّ السياسيّ والدوليّ القائم على ظروف أوروبا.
يَعتبر واضعو القانون الحديثون القانون الدوليّ نظامًا موحدًا للقواعد المُنبثقة عن إرادة الدول. يُعتبر القانون الدوليّ واقعًا «موضوعيّ» يجب تمييزه عن القانون «كما ينبغي أن يكون». ويتطلب وضع القانون الدوليّ التقليديّ اختبارات صارمة للتحقق من صحة القانون. أما الحجج خارج نطاق القانون، أيّ الحجج التي لا تستند إلى القانون على أساس نصيّ أو نظاميّ أو تاريخيّ، فتعتبر غير ذات صلة بالتحليل القانوني. هناك فقط قانون صعب، لا يوجد قانون سهل. وتشمل الانتقادات الموجهة إلى نظرية وضع القانون الدوليّة صرامتها، وتركيزها على موافقة الدولة، وعدم السماح بإصدار أحكام أخلاقية بشأن سلوك الدولة ما دامت تتبع القواعد الدولية.

## العلاقات الدولية - نهج القانون الدوليّ
اختير الباحثون القانونيون من أربع مدارس فكرية رئيسية في مجالات العلوم السياسية والعلاقات الدوليّة: الواقعية، والليبرالية، والمؤسساتية والبنائية، لدراسة مضمون القواعد والمؤسسات القانونية، من خلال نهج متعدد التخصصات، لشرح سبب وكيفية فعاليّة المؤسسات القانونية. وقد أدت هذه الأساليب إلى قيام بعض العلماء بإعادة صياغة مفهوم القانون الدولي بصفة عامة.

### الواقعية
تؤكد الواقعية أن الهدف الرئيسي من النظام الدولي الفوضوي يتلخص في البقاء على قيد الحياة، الأمر الذي يلزمها تعظيم قوتها النسبية من أجل الحفاظ على أراضيها ووجودها. وفقًا لعلماء القانون الواقعيين، فإن الدول لا تتبنى سوى القواعد القانونية الدولية التي إمّا تعزز قوتها، أيّ تضفي الطابع الرسميّ على تبعية الدول الأضعف، أو تعتزم انتهاك هذه القواعد على نحو متعمد لمصلحتها الخاصة. وبالتالي فإن القانون الدوليّ قد لا يعالج سوى المسائل الطرفية التي لا تؤثر على قوة الدول أو الاستقلال الذاتي. وبالتالي، فإنَّ القانون الدولي بالنسبة للأشخاص الواقعيين هو شبكة ضعيفة من الالتزامات القابلة للكسر.

### الليبرالية
زعم بعض الباحثين، استنادًا إلى نظرية العلاقات الدولية الليبرالية، أن موقف الدول من القانون الدوليّ يتحدد وفقاً لسياساتها المحليّة، وبشكل خاص من خلال تفضيلات الأفراد والجماعات المحلية الرئيسية حول سيادة القانون. وعلى هذا فإن الدول الديمقراطية، التي تتمتع بحكومة نيابية، أكثر ميلاً من الدول غير الديموقراطية إلى قبول التنظيم القانوني للسياسات المحليّة والدوليّة، وإلى قبول القانون الدولي ومراقبته. وعلاوةً على ذلك، ترتبط المجتمعات الديموقراطية بشبكة معقدة من العلاقات التي تتخطى الحكومات، إذ تهتم كل من سياساتها الخارجية ومجتمعاتها المدنية بترويج وتعزيز التعاون الوطني من خلال إنشاء قواعد قانونية دولية ومراعاتها. ومن هنا فإن تبني القواعد القانونية الدوليّة والامتثال لها بين الدول الديموقراطية لابد وأن يكون أكثر يُسرًا وسلامًا من اتباع القانون الدولي بين الدول غير الديموقراطية.

### الاختيار العقلانيّ ونظرية اللعبة
يُطبق هذا النهج أثناء التعامل مع القانون، أو النظريات أو الاقتصاد لتحديد الآثار القانونية المترتبة على تعظيم السلوك داخل الأسواق وخارجها. الاقتصاد هو دراسة الاختيار العقلاني في ظلّ ظروف محدودة. أمّا الاختيار العقلانيّ فهو الافتراض بأن الأفراد يَسعون إلى تعظيم تفضيلاتهم. أغلب النظريات الاقتصادية المُستخدمة هنا هي الاقتصاديات التقليدية الكلاسيكية الجديدة. تشمل التقنيات الاقتصادية نظرية الأسعار، التي تقيّم التفاعل الاستراتيجي بين الجهات الفاعلة. تُوضح نظرية اللعبة كيف يمكن أن تفشل الجهات الفاعلة التي تعمل على تعظيم السلوك في اتخاذ إجراء يضمن زيادة مكاسب الانضمام لهم. يُطبق الاختيار العام الأدوات الاقتصادية على المشاكل خارج الأسواق. تُستخدم هذه الأدوات لوصف القانون وتقييمه، واختبار القوانين لضمان الكفاءة الاقتصادية. تُستخدم النظريات الاقتصادية أيضًا لاقتراح تغييرات في القانون.

### العمليات القانونية الدوليّة
العملية القانونية الدولية التقليدية هي طريقة دراسة كيفية تطبيق القانون الدولي عمليًّا على السياسة الدولية وتوظيفه فيها، وكذلك دراسة كيفية تحسين القانون الدولي. ولا يركز على عرض القواعد ومضمونها بقدر ما يركز على كيفية استخدام صانعي السياسة الخارجية للقواعد القانونية الدولية فعليًا. تطورت العملية القانونية الدولية استجابةً لوجهة نظر واقعيّة حول انضباط العلاقات الدولية، إذ توضّح مع بداية الحرب الباردة مدى ضآلة دور القانون الدولي في الشؤون الدولية. أصبحت العملية القانونية الدولية نظرية مشروعة في كتاب العملية القانونية الدولية عام 1968، من قِبل تشايس وإهرليخ ولوينفيلد، حيث كُيّفَت طريقة العملية القانونية الأمريكية لخلق عملية قانونية دولية. تصف العملية القانونية الدولية طريقة عمل العمليات القانونية الدولية، والطرق الرسميّة وغير الرسميّة التي تُجسِّد بها المكاتب الأجنبية القانون الدولي. تقيس العمليات القانونية الدوليّة مدى مساءلة الأفراد للانتهاكات في النزاعات الدوليّة. تعترف العملية القانونية الدوليّة بأن القانون الدوليّ لا يفرض على صنّاع القرار اتخاذ الإجراءات، بل يخدم كأداة تسوية وتقييد وتنظيم. أَسفر عن انتقاد العملية القانونية الدولية بأنها تفتقر إلى الصفات المعيارية في أسلوبها، نشوء عملية قانونية دولية جديدة. تدمج تلك الأخيرة كلًا من القانون كعملية وقيم مجتمع. وعلى عكس النظام القانوني الأمريكي، فإنه يأخذ بعين الاعتبار القيم المعيارية غير الديموقراطية، مثل النسّوية، والمذهب الجمهوري، والقانون والاقتصاد، والليبرالية وحقوق الإنسان، والسلام، وحماية البيئة. العملية القانونية الدولية الجديدة فريدة من نوعها في مرونتها في التكيف مع تطور القيم. الأمر الذي يُعدّ هامًا لحل تغييرات المعايير القانونية بمرور الوقت.

## وجهات نظر نحو السياسات

### مدرسة نيو هيفن
مدرسة نيو هيفن هي منظور مُوجّه نحو السياسات في القانون الدولي ابتكره كل من ميريس س. ماكدوغال، وهارولد د. لاسويل، ودبليو.مايكل ريسمان. تكمن جذوره الفكرية في فِقْه علم الاجتماع لروسكو باوند والطموحات الإصلاحية لدى الواقعيين القانونيين الأمريكيين. من وجهة نظر نَهج نيو هيفن، فإن الفِقْه القانوني هو نظرية حول اتخاذ الخيارات الاجتماعية. يَعكس القانون الدولي توقعات أعضاء المجتمع المحليّ المعنيين بشأن أنماط السلوك المستقرة الناجمة عن تأكيد سلطة القانون. تتمثل المهام الفقهيّة والفكرية الرئيسية في وصف وتطبيق السياسات بطُرق تحافظ على النظام المجتمعي وتحقق في الوقت ذاته الأهداف المجتمعيّة للمجتمع قدر المستطاع وبالطريقة الأفضل. تشمل هذه الأهداف أو القيم الاجتماعية المعيارية لنهج نيو هافن تعظيم القيم المجتمعية المشتركة، مثل الثروة، والتنوير، والمهارة، والرفاه، والعاطفة، والاحترام والاستقامة.